# Androcymbium burchellii
Androcymbium burchellii är en tidlöseväxtart som beskrevs av John Gilbert Baker. Androcymbium burchellii ingår i släktet Androcymbium och familjen tidlöseväxter.

## Underarter
Arten delas in i följande underarter:
- A. b. burchellii
- A. b. pulchrum